# Kostas Achilleas Karamanlis
Konstantinos Achileas Karamanlis ( griego :Κωνσταντίνος Αχιλλέα Καραμανλής; Atenas, Grecia, 12 de diciembre de 1974), comúnmente conocido como Kostas Karamanlis ( griego : Κωνσταντίνος Καραμανλής, pronunciado [ˈkostas karamanˈlis]), es un político griego. De 2019 a 2023, se desempeñó como Ministro de Infraestructura y Transporte en el gabinete de Kyriakos Mitsotakis.

## Vida y Carrera
Karamanlis proviene de una familia con una larga tradición política. Es hijo del político Aquiles Karamanlis, sobrino de Konstantinos Karamanlis y primo de Kostas Karamanlis. Karamanlis estudió historia y economía en el Hamilton College de Nueva York y luego estudió en la Universidad de Tufts. De 2002 a 2004, trabajó en Londres en el banco de inversión suizo UBS Warburg. Posteriormente, durante diez años fue director gerente de una compañía naviera en El Pireo.

## Carrera Política
Karamanlis se involucró en actividades políticas en representación de la Nueva Democracia. En enero de 2015, fue elegido por primera vez miembro del Parlamento helénico en el distrito electoral de Serres. Se postuló con éxito para la reelección en las elecciones de septiembre del 2015 y 2019.
En julio de 2019, el primer ministro Kyriakos Mitsotakis nombró a Karamanlis con el cargo de Ministro de Infraestructura y Transporte.
El 1 de marzo de 2023, renunció luego del accidente del tren Tempi.